# Margaret Bucknell Pecorini
Margaret Bucknell Pecorini (1879 - novembre 1963) est une peintre américaine.

## Biographie
Originaire de Philadelphie, Margaret Crozer Bucknell est la fille du directeur de l'université Bucknell, William Bucknell (en) et de sa troisième épouse, la survivante du naufrage du Titanic, Emma (Ward) Bucknell.
Margaret Bucknell Pecorini étudie à Paris, à l'Académie Julian et travaille parfois pour le Salon de Paris.
Elle se marie deux fois, d'abord avec Charles F. Stearns (juge à la Cour suprême du Rhode Island) et ensuite avec le comte Daniele Pecorini de Rome. Elle travaille pour la Comité international de la Croix-Rouge durant les deux guerres mondiales.
En tant que peintre, elle s'est spécialisée dans les portraits d'enfants. Elle est entre autres connue pour un portrait de Janet Scudder.
Elle meurt à Guttenberg, dans le New Jersey.